# CTL timecode
Il CTL (control track) timecode, sviluppato dalla JVC nei primi anni novanta, è una tecnica particolare usata per inserire un timecode SMPTE nella traccia tachimetrica di un videoregistratore.
In modo simile a come viene registrato il VITC sull'intervallo di ritorno verticale del segnale video, il timecode CTL viene inserito nella control track dei videoregistratori a scansione elicoidale. Il vantaggio di questa tecnica consiste nella possibilità di registrare un timecode in macchine non progettate per questo, e inoltre permette, così come il VITC, di risparmiare una traccia audio senza dedicarla al timecode longitudinale. Sui videoregistratori moderni entrambi questi problemi non sono importanti perché abbondantemente previsti in fase di progettazione, ma su macchine dell'epoca in cui questa tecnica fu concepita potevano costituire in grosse limitazioni.
Nonostante la tecnica del CTL timecode fosse molto efficace, e probabilmente in uso ancora oggi, non è mai stata usata estesamente, in parte perché impiegata solo da JVC e ristretta solo a videoregistratori S-VHS di categoria professionale. Il VITC, invece, ha conosciuto una diffusione molto più alta.
Tra l'altro, all'epoca della sua introduzione, ci fu parecchia confusione riguardo a questa tecnica, ritenuta a torto un semplice conteggio di impulsi della control track. Gran parte di questa confusione fu nella scelta infelice del nome, che richiama vistosamente la sigla CTL usata comunemente per indicare la control track.
Impulsi tachimetrici: un esempio molto diffuso sono i contatori digitali sui videoregistratori VHS, visti sull'uscita video o su un display dedicato. A volte si tratta di numeri in forma temporatle (ore:minuti:secondi), talvolta un semplice contagiri azzerabile. Questi numeri avanzano in base al numeri di impulsi letti sulla control track, un impulso ogni giro completo di tamburo portatestine, corrispondente a un fotogramma.
Questo tipo di display è utile solo come semplice riferimento, poiché si azzera a ogni cambio nastro, non è accurato e non è univoco. In più, presente un errore notevole quando il nastro si muove ad alta velocità, sganciato dalle testine. Nel caso dei display contagiri, il numero di fotogrammi corrispondenti a un'unità non è mai stato standardizzato dai produttori, per cui l'utilità si riduce ulteriormente.
Al contrario, il CTL timecode è un valore numerico assoluto con un riferimento specifico per ogni fotogramma. Di conseguenza, il timecode registrato è univoco e non cambia se il nastro viene letto su un'altra macchina. Durante la copia di un nastro, il CTL timecode può essere trasferito sulla copia se il videoregistratore lo permette. Inoltre, poiché il timecode registrato è un timecode SMPTE può interagire con centraline di montaggio e apparecchiature di controllo, così come per gli altri tipi di timecode comunemente usati.
Il CTL timecode è influenzato da ogni salto sulla traccia tachimetrica del nastro, ma questo avviene anche per gli altri tipi di timecode, e del resto un simile problema comporta di solito un degrado del segnale video riprodotto tale da non renderlo utilizzabile. 